# Antracita
La antracita (del griego ἄνθραξ [ánthrax] 'carbón' e -ita, sufijo usado para nombrar minerales) es el carbón mineral más metamorfizado, el que presenta mayor contenido en carbono. Es de color negro a gris acero con un lustre brillante.
Estando seca y sin contar cenizas la masa de la antracita posee 86 % o más de carbono y 14 % o menos de volátiles. Comparado con otros carbones es poco contaminante y de alto valor calorífico (~35 MJ/kg). Cabe destacar que no difiere mucho en cuanto a calorías con la mayoría de los carbones bituminosos (hullas). Comparado con estos últimos carbones la antracita no mancha al ser manipulada. También destaca sobre otros carbones por su bajo contenido de humedad.

## Formación
Se suele hallar en zonas de deformación geológica aunque su formación más que a la deformación se debe al calor de fuertes gradientes geotermales o intrusiones ígneas. Las temperaturas requeridas para formar antracita son de 170 a 250 °C, lo cual supera a las temperaturas alcanzadas en las profundidades de la mayoría de las cuencas sedimentarias.

## Yacimientos, reservas y extracción

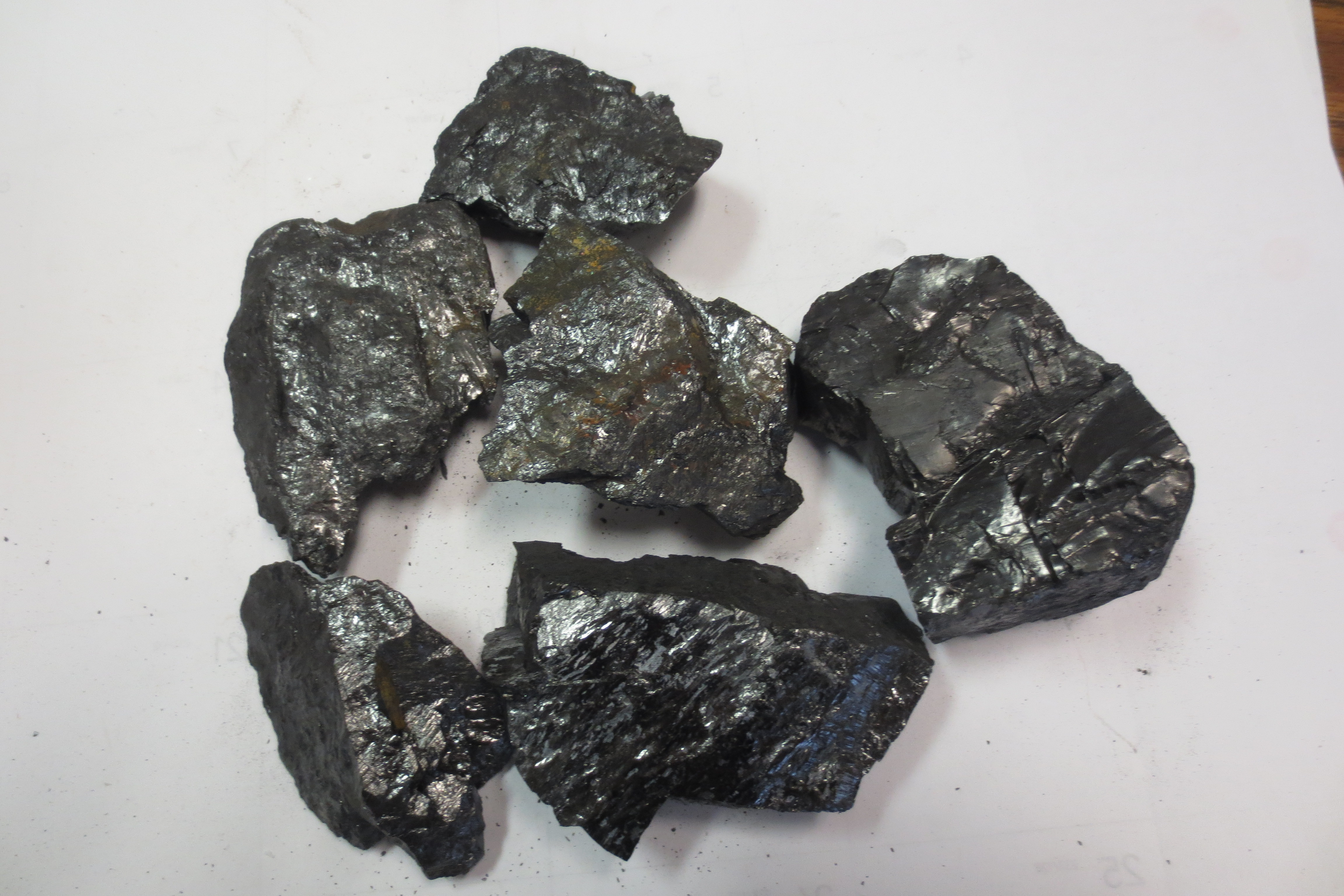
Antracita de carbón.

La roca constituye alrededor de un 1% de las reservas mundiales de carbón mineral.
Se puede hallar en varios países incluyendo el oriente de Canadá y de EE. UU., Sudáfrica, China, Australia y Colombia. En este último país yacen «semiantracitas y antracitas para usos industriales» en sus partes centrales y orientales. En la actualidad China es el mayor productor de antracita siendo responsable de la extracción de más de tres cuartos del total global.

## Combustión y usos

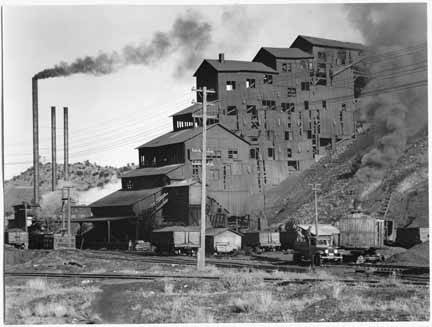
Edificios de una mina de antracita y central termoeléctrica en Nuevo México, por los alrededores del año 1935

La antracita es difícil de prender, se quema lento y requiere mucho oxígeno para su combustión generando en el proceso muy pocas llamas (y de color azul pálido) pero emitiendo mucho calor.
Antiguamente se usaba en plantas de centrales termoeléctricas así como en hogares. Su uso en hogares posee las ventajas de producir poco polvo al manipularse, quemarse lento y producir poco humo. Debido a su alto coste y relativa escasez ha sido desplazado por el gas natural y la electricidad en su uso para la calefacción. La antracita apenas contiene materias volátiles, por lo que no puede hinchar y por lo tanto no se puede obtener coque a partir ella. Se deben usar hullas subituminosas para producir coque, pero en ningún caso antracita.